# Війна світів (телесеріал, 2019)
«Війна світів» (англ. War of the Worlds) — науково-фантастичний телесеріал, спільного виробництва США і Франції, осучаснена адаптація однойменного роману Герберта Велза. Прем'єра в Європі відбулася 28 жовтня 2019 року на Canal+.

## Короткий опис
Доктору Катрін Дюран, що працює астрофізиком в обсерваторії Інституту міліметрової радіоастрономії, розташованій у Французьких Альпах, неподалік Гренобля, вдається отримати радіосигнал з далекого космосу, який свідчить про наявність розумного позаземного життя. Через кілька днів, після того, як вона розкрила цю інформацію світу, населення Землі атакували інопланетяни і практично все знищили. Ті, хто залишився живим, невеликі групи людей, стикаються зі втратою близьких і намагаються зрозуміти причини і загадки позаземного вторгнення.

## В ролях
| Актор               | Роль                       |
| ------------------- | -------------------------- |
| Гебріел Бірн        | Білл Ворд                  |
| Елізабет Макговерн  | Гелен Браун                |
| Леа Дрюкер          | Катрін Дюран               |
| Адель Беншериф      | полковник Мустафа Мокрані  |
| Наташа Літтл        | Сара Грешам                |
| Дейзі Едгар-Джонс   | Емілі Грешам               |
| Ті Теннант          | Том Грешам                 |
| Байо Гбадамосі      | Карім Гат Віч Махар        |
| Емілі де Прессак    | Софія Дюран                |
| Стівен Кемпбелл Мур | Джонатан Грешам            |
| Стефані Кайар       | Хлоя Дюмон                 |
| Гійом Гуї           | Ной Дюмон                  |
| Матьє Торлотан      | Саша Дюмон                 |
| Майкл Маркус Морган | Ден Ворд                   |
| Аарон Геффернан     | Еш Денієл                  |
| Джорджина Річ       | Рейчел                     |
| Пітер Генар         | Йоганнес                   |
| Еліссон Параді      | офіцер Клара напарниця Ноя |
| Оґюстен Раґене      | Алексіс                    |

## Список епізодів
| Епізод | Режисер      | Сценарій       | Дата прем'єри     |
| --- | ------------ | -------------- | ----------------- |
| 1 | Жиль Кульє   | Говард Оверман | 28 жовтня 2019    |
| Астрофізик обсерваторії Інституту міліметрової радіоастрономії — доктор Катрін Дюран виявляє сильний радіосигнал, що надходить із зони розташування зірки Росс 128, який має інтелектуальне походження. Через деякий час безліч інопланетних зондів метеоритним дощем падають поблизу всіх великих населених пунктів Землі. Незабаром вони починають випускати електромагнітний імпульс, який за лічені секунди знищує майже все людство. Живими залишаються тільки невеликі групи людей, які в момент атаки перебували в приміщеннях з металевою обшивкою, або глибоко під землею. |              |                |                   |
| 2 | Жиль Кульє   | Говард Оверман | 28 жовтня 2019    |
| В Лондоні, Парижі й у Французьких Альпах, ті, хто вижили після атаки, намагаються відшукати своїх близьких, пробираючись через спорожнілі вулиці, завалені тілами загиблих, одночасно ставлячи собі питання про мотиви дій агресора. В супермаркеті Гренобля Катрін Дюран, полковник Мокрани, з групою французьких солдатів вперше стикаються з інопланетними роботами - квадропедами. |              |                |                   |
| 3 | Жиль Кульє   | Говард Оверман | 4 листопада 2019  |
| Гелен і Білл прибувають до командного центру, де повинен був пербувати їхній син Ден, але занадто пізно: інопланетні роботи вже встигли знищити більшу частину особового складу бункера. Гелен вдається вивести з ладу одного робота, а Біллу зробити відкриття про його природу. Сара, зі своїми дітьми надають допомогу новонародженим, яких група тих, що вижили переховує в підвалі лікарні. В Емілі тимчасово відновлюється зір. |              |                |                   |
| 4 | Жиль Кульє   | Говард Оверман | 4 листопада 2019  |
| Джонотан допомагає Хлої дістатися будинку, де вона знаходить свого сина Сашу живим, а також зустрічає свого брата Ноя і його колег-поліцейських. З'ясовуються деякі особливості Саші, який випадково підслуховує розмову своєї матері з Ноєм. Катрін перехоплює сигнал прибульців і встановлює розташування його джерела. Разом з військовими вона йде на джерело сигналу і потрапляє в засідку. Еш і Карім повертаються в лікарню, щоб врятувати немовлят, але не знаходять їх ні живими, ні мертвими — їх забрали прибульці. |              |                |                   |
| 5 | Річард Кларк | Говард Оверман | 11 листопада 2019 |
| Повертаючись з лікарні, Карім і Еш зустрічають Білла і Гелен з рештками робота. Джонотан залишає Хлою, але виявивши, що прибульці близько, повертається. Ной намагається відвести Хлою і Сашу, але гине через дії Саші, озлобленого на нього через таємницю свого народження. Катрін і військові знаходять місце аварії корабля прибульців і декількох дезорієнтованих роботів, з якими військові тут же розправляються. Емілі пропонує Каріму зайнятися сексом. |              |                |                   |
| 6 | Річард Кларк | Говард Оверман | 11 листопада 2019 |
| Сара з дітьми, Білл і Гелен залишають свій притулок і перебираються в університет, де працював Білл. Джонотан, Хлоя і Саша знаходять виведеного з ладу робота, Саша торкається його і бачить Емілі, яку раніше ніколи не зустрічав. Джонотан знає, що Ной загинув через Сашу, але поки не видає його Хлої. Сара і Гелен вирішують влаштувати Тому маленьке свято на його день народження і йдуть по подарунки. В дорозі вони безуспішно намагаються врятувати вагітну жінку, яку робот захопив живою, про що після повернення розповідають Біллу, який вже прийшов до висновку, що прибульці збирають інформацію про людей. Катрін і військові, повернувшись в обсерваторію, знаходять там Софію, сестру Катрін. |              |                |                   |
| 7 | Річард Кларк | Говард Оверман | 18 листопада 2019 |
| Софія в момент поразки сховалася в покинутому тунелі, де врятувалася. Вибравшись вона знаходить хлопчика Тео, який вижив, а пізніше зустрічає групу тих, що вижили, що сховалися в підвалі гірськолижної бази. Їм потрібна допомога і Софія з Тео йдуть в обсерваторію, де зустрічають Катрін і солдатів. Гелен дізнається, що Білл, йдучи до неї на допомогу, випадково убив її чоловіка і свариться з ним. У Франції зростає напруження між Джонотаном і Сашею через вкрадену фотографію. Емілі знову викликає на контакт прибулець. Вона торкається його і бачить Сашу. Поруч виявляється Гелен і прибулець вбиває її.                                                                                        |              |                |                   |
| 8 | Річард Кларк | Говард Оверман | 18 листопада 2019 |
| Помирившись, Хлоя, Саша і Джонотан продовжують шлях до Англії. Білл після загибелі Гелен втрачає інтерес до дослідження прибульців. У Лондоні починаються бойові дії. Емілі йде на поклик прибульців у супроводі Каріма. Катрін, Софія і Марконі насилу рятують тих, хто вижив на гірськолижній базі, коли Катрін обертає сигнал прибульців проти них. Сара і Том кидаються шукати Емілі і зустрічають британських військових. Емілі знаходить зореліт, що плаває в Темзі, на борту якого знаходить неактивних роботів, викрадених ними немовлят і капсулу, в якій лежить гуманоїд з таким самим татуюванням на руці, як у неї.                                                                                  |              |                |                   |